# Вестерн Форс
Вестерн Форс (енгл. Western Force) је један од пет професионалних аустралијских рагби јунион тимова који учествује у Супер Рагби. Вестерн Форс је тим из западне Аустралије са седиштем у граду Перт. Највише утакмица за Вестерн Форс одиграо је Мет Хоџсон - 120 утакмица, а највише поена постигао је Камерон Шепферд - 370 поена, од тога 30 есеја.
 Састав у сезони 2016
Пекахоу Кован
Тетера Фаулнер
Крис Хајберг
Оли Хоскинс
Нејтан Чарлс
Хејт Тесман
Адам Колеман
Вилхелм Стенкемп
Рори Валтон
Сем Вајкс
Крис Алкок
Ангус Котрел
Мет Хоџсон
Стив Мафи
Бен Мекелмен
Бринард Стендер
Алби Метјусон
Ијан Приор
Сиас Еберсон
Кил Годвин
Зек Холмс
Марсел Брејс
Лук Бартон
Јуниор Расолеа
Ник Каминс
Петрик Делит
Алберт Никоро
Мичел Скот
Акихито Јамада
Лук Морахан 
Ден Хејлет-Пети